# William Crotch
William Crotch (5. července 1775 Norwich, Norfolk – 29. prosince 1847 Taunton, Somerset) byl anglický varhaník, hudební skladatel, pedagog a malíř.

## Život
Narodil se 5. července 1775 v Norwichi v hrabství Norfolk v rodině tesaře. Byl tzv. zázračným dítětem. Již ve věku necelých čtyř let hrál před králem Jiřím III. na varhany v královské kapli St James's Palace. Crotch později poznamenal, že tento zážitek ho vedl k tomu, že se stal poněkud rozmazleným dítětem, toužícím po tom, aby se mohl předvádět. Stal se varhaníkem v koleji Christ Church v Oxfordu, kde také později získal titul bakaláře (Bachelor of Music).
Jeho oratorium The Captivity of Judah (Juda v zajetí) bylo uvedeno v Trinity Hall (Cambridge) v Cambridgi 4. června 1789. Nejúspěšnějším oratoriem v dospělosti se stalo oratorium Palestine z roku 1812. Uvádí se, že v roce 1793 zkomponoval skladbu Westminster Chimes (Westminsterské zvony), melodii, kterou každou hodinu odbíjí Big Ben na věži Westminsterského paláce.
V roce 1797 se stal profesorem hudby na Oxfordské univerzitě a v roce 1799 získal doktorát. Mezi jeho studenty byli např. William Sterndale Bennett, Lucy Anderson, George Job Elvey, Cipriani Potter a Charles Kensington Salaman. Během pobytu v Oxfordu se seznámil s hudebníkem a malířem Johnem Malchairem a začal podle jeho vzoru také malovat.
V roce 1834, u příležitosti instalace vévody z Wellingtonu do funkce kancléře Oxfordské univerzity, zkomponoval již druhé oratorium nazvané The Captivity of Judah. Toto oratorium je zcela odlišné od jeho díla z dětství.
Po založení Royal Academy of Music v roce 1822 byl Crotch jmenován jejím prvním ředitelem. Po deseti letech na tuto funkci rezignoval a odešel do důchodu. Poslední léta svého života trávil u svého syna v Tautonu v hrabství Somerset, kde také 29. prosince 1847 náhle zemřel.

## Dílo

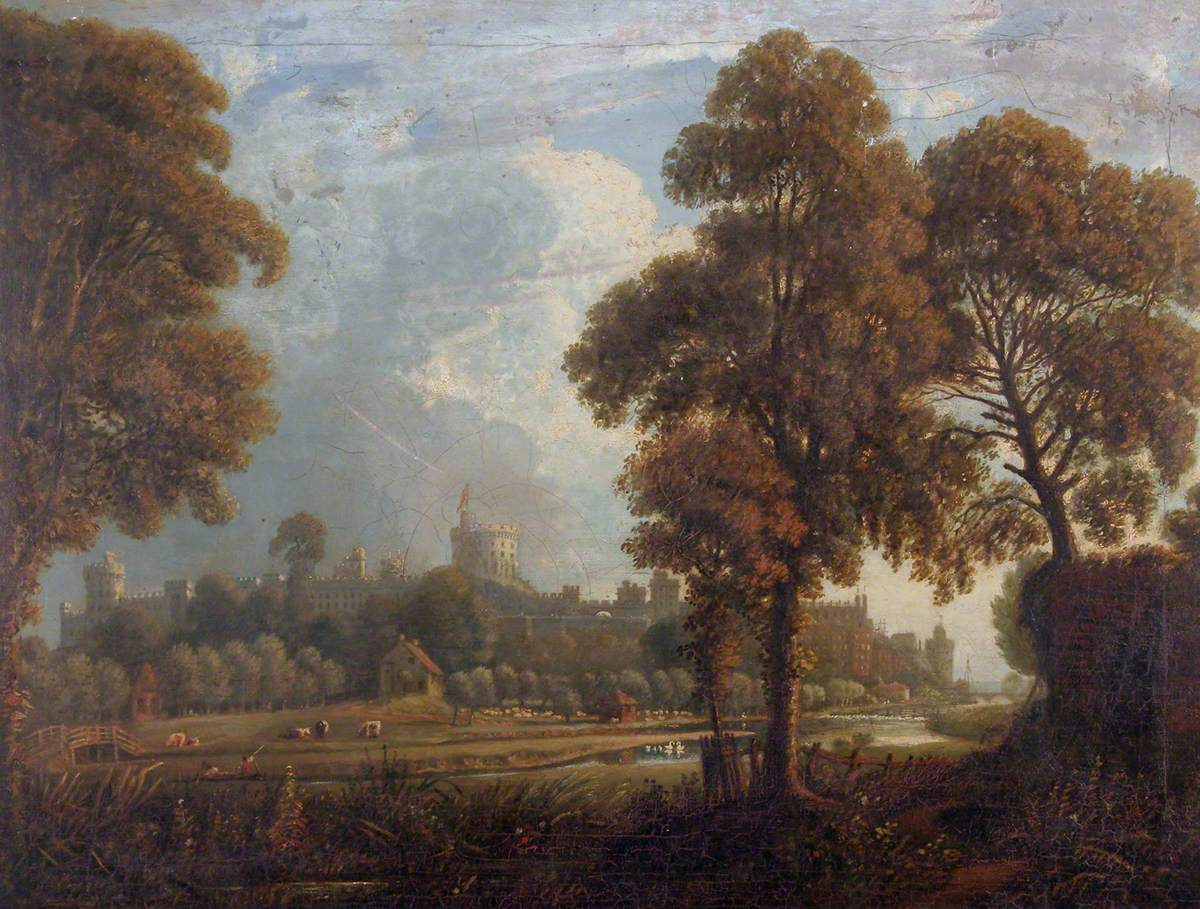
Windsor Castle. Obraz Williama Crotche.

Zkomponoval mnoho vokálních i instrumentálních děl. Za jeho vrcholné dílo je považováno oratorium Palestina z roku 1812. Napsal také několik didaktických prací z nichž nejznámější jsou Elements of Musical Composition and ThoroughBass (Londýn, 1812). Pro klavír aranžoval opery a oratoria Georga Friedricha Händela a symfonie a smyčcová kvarteta Haydna, Mozarta a Beethovena.
Učinil mnoho pro oživení anglické církevní hudby. Mnohé jeho církevní skladby zůstávají trvalou součástí anglického chrámového repertoáru.